# Belegiš
Belegiš (cyr. Белегиш) – wieś w Serbii, w Wojwodinie, w okręgu sremskim, w gminie Stara Pazova. W 2011 roku liczyła 2973 mieszkańców.